# Streghe all'estero
Streghe all'estero è il dodicesimo romanzo di Terry Pratchett ambientato nel Mondo Disco. È la terza storia incentrata sulle streghe, Nonnina Weatherwax, Tata Ogg e la giovane Magrat Garlick. Il titolo appare come un riferimento al romanzo di Mark Twain "Innocents Abroad" (Racconti di viaggio). 

## Trama
In questa storia incontriamo Nonnina Weatherwax (introdotta nell'Arte della magia), e le sue due colleghe streghe, Tata Ogg e Magrat Garlick (introdotte nel libro Sorellanza stregonesca). Le tre streghe partono per visitare la città di Genua, situata dall'altro lato del continente, dove affrontano la strega Lilith, che sta manipolando le persone utilizzando il potere delle storie (per lo più fiabe classiche). 
La trama contiene riferimenti a moltissime fiabe e racconti fantasy, da Cappuccetto Rosso, La bella addormentata, Cenerentola e Il principe ranocchio. Ci sono anche brevi riferimenti a Gollum e a Il mago di Oz.
Un altro tema principale è quello del Voodoo. Uno dei personaggi è una strega voodoo di nome Erzulie Gogol (Erzulie è il nome di una dea del voodoo, mentre Gogol' è il nome dell'autore delle Anime Morte), e uno zombie di nome Baron Saturday (lett. Barone Sabato, ovvio riferimento al Baron Samedi).

## Personaggi
- Esmeralda Weatherwax, detta Esme, nota come Nonnina Weatherwax: strega
- Tata Ogg: strega
- Magrat Garlick: strega
- Greebo: il gatto di Tata Ogg. Grosso, nero, con un occhio solo e le orecchie a pezzi e dotato di un'aggressività e di una libidine fortissima, è ancora considerato dalla sua proprietaria come un tenero batuffolino di pelo
- La Morte del Mondo Disco: (alcune apparizioni: durante il Carnevale; negli specchi).

### Abitanti della città di Genua
- Lady Lilith de Tempscire: strega. (Come si può immaginare, questo nome lungo e pomposo non è quello autentico)
- Erzulie Gogol: strega voodoo e cuoca
- Legba: gallo nero di Erzulie Gogol. Riesce a mettere in imbarazzo persino Greebo
- Signora Piacevole: cuoca
- Giacomo Casavechia: nano affascinante. Spesso mente sulla propria altezza.

## Edizioni
- Terry Pratchett, Streghe all'estero, Salani, 2009,  p. 263.
- Terry Pratchett, Streghe all'estero, traduzione di Valentina Daniele, TEA, 2011,  p. 272.